# Chrysosoma fusiforme
Chrysosoma fusiforme är en tvåvingeart som beskrevs av Frey 1924. Chrysosoma fusiforme ingår i släktet Chrysosoma och familjen styltflugor. Inga underarter finns listade i Catalogue of Life.